# (1719) Jens
(1719) Jens – planetoida z pasa głównego asteroid okrążająca Słońce w ciągu 4 lat i 121 dni w średniej odległości 2,66 au. Została odkryta 17 lutego 1950 roku w Landessternwarte Heidelberg-Königstuhl w Heidelbergu przez Karla Reinmutha. Nazwa planetoidy pochodzi od imienia wnuka odkrywcy. Przed jej nadaniem planetoida nosiła oznaczenie tymczasowe (1719) 1950 DP.